# Niccolò Terzi il Vecchio

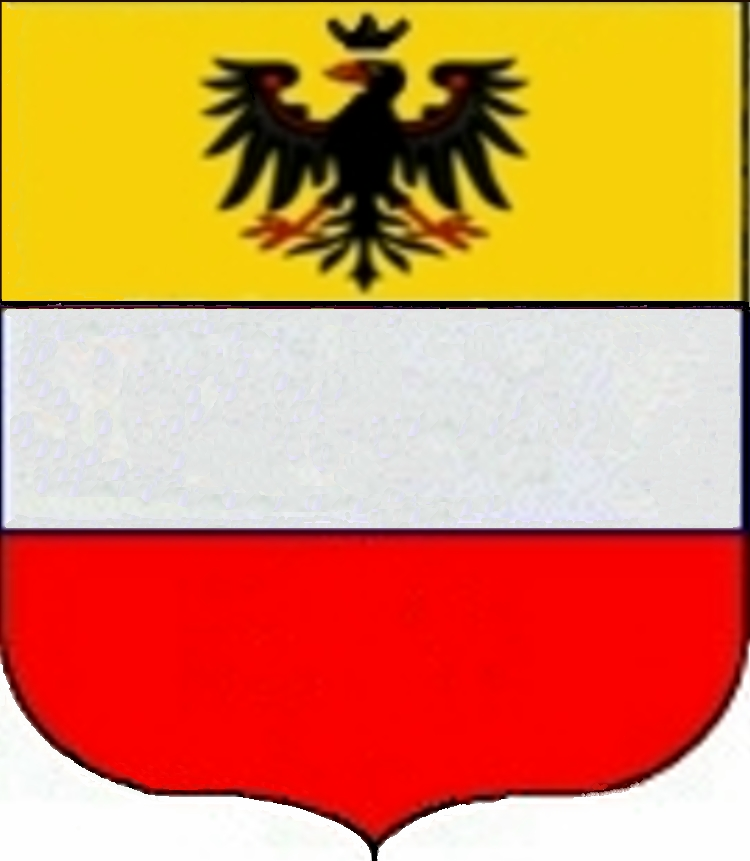
Terzi di Parma, stemma

Niccolò Terzi il Vecchio, pseudonimo di Niccolò Terzi (1327 – Bergamo, gennaio 1398), è stato un condottiero italiano al soldo dei Visconti.

## Biografia
Figlio di Guido (II) o Guidone de Tertiis, fratello di Giberto, Niccolò apparteneva alla nobile famiglia dei Terzi di Parma, un ramo della più antica casata dei da Cornazzano, conosciuti anche come Terzi Cornazzani.
Nicolò il Vecchio fu conte di Tizzano Val Parma, di Belvedere e di altre terre del Parmigiano, feudi dei quali i Terzi erano già stati investiti, accompagnati da vasti benefici ed esenzioni, dall'imperatore Ludovico il Bavaro con il diploma sigillato a Norimberga il 7 dicembre 1329.
Nel 1364 Niccolò, era capitano della cavalleria leggera di Barnabò Visconti. «Dice il Da Erba che Niccolò Terzi, Conte di Tizzano, era stato capitano de’ cavalli leggieri di Bernabò, che di lui faceva gran capitale, contro i Genovesi, e poi fu condottiere d’uomini d’arme e d’altre soldatesche contro i Fiorentini per Giangaleazzo»..
Il medesimo anno 1364 Niccolò, assieme al fratello Giberto, prestò giuramento di fedeltà a Barnabò che confermò ai due Terzi le investiture comitali per i castelli di Tizzano e Belvedere e le altre terre possedute nel Parmigiano, Reggiano e Piacentino. 
Cinque anni più tardi, nel 1369, comandato da Bernabò, egli era capitano del popolo a Bergamo,
Nel 1372 era insediato quale Capitano del popolo a Brescia. 
Tre anni più tardi, nel 1375, otteneva la signoria di Casale Albino e di Belmonte, una piazzaforte nel contado di Piacenza che aveva acquistato da Gherardo Terzi  e che, con la ricostruzione della grande torre, avrebbe mutato il suo nome in Castelnuovo dei Terzi (oggi Castelnuovo Fogliani). Quello stesso anno, a luglio, Niccolò era capitano del popolo a Reggio Emilia.
Nell'aprile del 1380 fu capitano generale al servizio di Bernabò Visconti in Liguria e intervenne nelle lotte tra i Doria e gli Spinola. Nel maggio, con Ottone da Mandello, era in val Polcevera: L'intervento decisivo dei Fieschi lo costrinse ad abbandonare il teatro dei conflitti in Liguria.
Nel novembre 1382, tornato in Emilia, avendo offerto rifugio ai fuoriusciti piacentini assieme a Ubertino dei Landi, fu bersagliato dai decreti punitivi, emessi con il consenso di Gian Galeazzo Visconti, dalla città di Piacenza.  Tre anni dopo tornò alleato di Gian Galeazzo, schierandosi contro lo zio di questi, Barnabò.
Il 15 febbraio 1386 Niccolò Terzi il Vecchio otteneva la cittadinanza di Milano. 
Il 15 agosto, giorno dell’Ascensione, nella chiesa maggiore di Pavia, Gian Galeazzo Visconti, vicario imperiale, armava Niccolò Terzi cavaliere.
Il 19 agosto 1387, da Norimberga, con proprio diploma, l'imperatore Venceslao di Lussemburgo confermava a Niccolò ogni diritto vantato dal suo casato. Furono erette in contea le giurisdizioni dei Terzi nel Parmense, a Tizzano e Sissa, e concessa l'investitura, nel Piacentino, di Castelnuovo e Casale Albino, e nel Reggiano di Gombio, Gottano e Cola. I diritti sulle terre di Castelnuovo e Casale costituivano la riconferma di quelli che già conferiti da Gherardo Visconti a Niccolò Terzi nel 1377, e superavano la decennale opposizione scatenata da Niccolò Visconti.
Allorché nel 1390 scoppiò un nuovo conflitto tra i Visconti e i Da Carrara, Niccolò Terzi il Vecchio si trovò ingaggiato in quella guerra con le truppe di Gian Galeazzo portate all’attacco delle bolognesi e delle fiorentine. Agli inizi dell'estate Niccolò portava la sua milizia in difesa di Padova, attaccata da Francesco Novello da Carrara. In agosto gli assediati erano costretti a capitolare per fame. Il Terzi fu fatto prigioniero e dato in ostaggio, assieme a Zanardo dei Visdomini e al Princivalle Della Mirandola. Tornava libero in Lombardia a settembre.
Nel 1391 il Terzi si trova insediato capitano del popolo a Verona. L’anno 1392, sempre a Verona, era consigliere, capitano del podestà Balzarino Pusterla, genero di Matteo Visconti. Il 15 aprile Niccolò divenne reggente del Consiglio visconteo di Verona per le ‘'Partes de ultra Mincium'’, un’istituzione che inglobò le competenze e le funzioni del Consiglio cittadino.
Fu in quelli anni che Niccolò ricevette in feudo dal Visconti, presumibilmente attraverso il vescovo veronese, a compenso dei servigi resi al ducato, le terre di “Villa Bartolomea”, a venti leghe da Verona, poste a guardia di un guado sull’Adige nei pressi di Legnago.
Quasi nel contempo, anche la Serenissima onorò Niccolò il Vecchio, manifestandogli nel modo più solenne la propria imperitura gratitudine. Riconoscendo la sua «devozione a Venezia», con bolla del 10 agosto 1393 venne concesso al nobilis vir egregius miles dominus Nicolaus de Terciis, la cittadinanza della Repubblica e il diritto di trasmettere tale privilegio ai propri eredi. A Venezia, quel medesimo giorno, Niccolò prestò il proprio giuramento di fedeltà.
Il 5 settembre 1395, Niccolò il Vecchio è presente a Milano all'incoronazione ducale di Gian Galeazzo Visconti, celebrata sul sagrato della basilica di Sant'Ambrogio. Vantando ancora un fisico vigoroso, si batteva, durante i festeggiamenti, nella giostra poi vinta dal marchese Teodoro II del Monferrato contro Baldassarre Pusterla. Lo storico Pezzana, citando il Corio, racconta così della partecipazione di Niccolò Terzi a quel torneo: Ne’ successivi giorni si fece nobilissima giostra. Era premio un fermaglio del valore di mille fiorini d’oro. Si segnalò tra’ principali giostratori il vecchio, ma ancor rubizzo, Niccolò Terzi. Comparve, dicono gli storici, il Parmigiano campione sul campo colla faccia coperta di un cappello di campagna, con una piccola cornetta al di sopra, mostrando benché vecchio la forza di un giovane. 
Un altro storico, l’Angeli, precisa che Niccolò aveva allora sessantotto anni, e questo ci consente di risalire per la sua nascita al 1327: Nella creatione che poi fu fatta di Giovan Galeazzo Visconti in Duca di Milano fu fatta una nobilissima giostra da otto cavallieri eletti, tra quali dice il Corio vi fu Nicolò, che si trovava all’hora di sessant'otto anni.
Nel dicembre di quello stesso anno, a Prezzate, nel Bergamasco, è testimone con Dino dalla Rocca, Antonio Tornielli e Pagano Aliprandi nella stipula dell'accordo di pace fra ghibellini (con i Suardi), e guelfi, rappresentati rispettivamente dalle famiglie dei Rivola e dei Bonghi.
L’estate del 1397 Niccolò era tra i capitani delle milizie viscontee schierati contro l’esercito della Lega. 
alla battaglia di Governolo nel Mantovano. A fianco del figlio Ottobuono comandava la quinta schiera viscontea, forte di mille cavalli. Finì catturato assieme ai parmigiani Pietro Rossi e Ludovico Cantelli.
Morì cinque mesi dopo, nel gennaio 1398, a Bergamo. 
Fu sepolto nella chiesa del Convento di San Francesco (Bergamo), nella cappella principale dei Bonghi. Sulla sua morte improvvisa e la sepoltura dell’illustre condottiero e dominus Niccolò dei Terzi ci informa accuratamente il “Chronicon bergomense“:

## Discendenza
Sposò una madonna Margherita e dal matrimonio nacquero:
- Giovanni
- Giacomo, ovvero Jacopo
- Ottobuono (?-1409). Niccolò de' Terzi, il Guerriero, figlio naturale di Ottobuono, era quindi nipote di Niccolò.